# Трошинек
Трошинек (пол. Troszynek) — село в Польщі, у гміні Волін Каменського повіту Західнопоморського воєводства.
Населення — 64 особи (2011).
У 1975-1998 роках село належало до Щецинського воєводства.

## Демографія
Демографічна структура станом на 31 березня 2011 року:
|          | Загалом | Допрацездатний вік | Працездатний вік | Постпрацездатний вік |
| -------- | ------- | ------------------ | ---------------- | -------------------- |
| Чоловіки | 33      | 3                  | 27               | 3                    |
| Жінки    | 31      | 4                  | 17               | 10                   |
| Разом    | 64      | 7                  | 44               | 13                   |